# Hohenlandt
De dromenmeester is het vijfde stripalbum uit de Legende-reeks. Het werd voor het eerst uitgegeven bij Soleil in 2011. Het album is getekend door Yves Swolfs die tevens het scenario schreef.